# Jan Grzegorczyk (burmistrz)
Jan Grzegorczyk (ur. 10 maja 1899 w Ozorkowie, zm. 23 lutego 1969 tamże) – działacz socjalistyczny, komunistyczny i związkowy, burmistrz Ozorkowa (1945–1950), przewodniczący Miejskiej Rady Narodowej (MRN) w Ozorkowie.
Od 1912 pracował w przędzalni bawełny i tkalni w Ozorkowie, skończył szkołę przyfabryczną. 1916–1919 pracował na roli w Niemczech, po powrocie do kraju odbywał do 1922 służbę wojskową w 10 pułku artylerii w Łodzi, uzupełniając równocześnie wykształcenie w zakresie 4 klas gimnazjum, po zwolnieniu z wojska ponownie pracował jako tkacz. Działacz TUR (1924–1925 sekretarz oddziału) i Związku Zawodowego Robotników i Robotnic Przemysłu Włókienniczego w Polsce. Delegat fabryczny, aktywny organizator i współorganizator strajków, członek komitetów fabrycznych. Współpracował z działaczami komunistycznymi i kolportował komunistyczną literaturę, za co w 1926 wydalono go z TUR. 1927–1938 członek MOPR, zbierał składki i pomagał rodzinom aresztowanych komunistów. IX 1939 zmobilizowany do WP, do 54 pułku artylerii polowej, podczas obrony Warszawy został kontuzjowany i wzięty do niemieckiej niewoli, z której uciekł. Od 1943 w PPR, od 1948 PZPR. Od stycznia 1945 organizował aparat "władzy ludowej" w Ozorkowie, został burmistrzem miasta (do 1950) i członkiem egzekutywy Komitetu Miejskiego (KM) PPR/PZPR (do 1956). Od 1950 przewodniczący MRN w Ozorkowie. Od 1958 na rencie dla zasłużonych. Odznaczony m.in. Krzyżem Oficerskim Orderu Odrodzenia Polski.